# Alma (Colorado)
Alma é uma localidade (town) no estado americano de Colorado, no Condado de Park. Estando à altitude de 3224 m, é a mais alta localidade permanentemente habitada dos Estados Unidos.

## Demografia
Segundo o censo americano de 2010, a sua população era de 270 habitantes.
Em 2006, fora estimada uma população de 181, um aumento de 2 (1.1%) face a 2001.

## Geografia
De acordo com o United States Census Bureau tem uma área de
0,9 km², dos quais 0,9 km² cobertos por terra e 0,0 km² cobertos por água. Alma localiza-se a aproximadamente 3201 m acima do nível do mar.

## Localidades na vizinhança
O diagrama seguinte representa as localidades num raio de 40 km ao redor de Alma.